# Lackawanna County
Lackawanna County är ett administrativt område i delstaten Pennsylvania i USA, med 214 437 invånare. Den administrativa huvudorten (county seat) är Scranton, som också är den största staden.

## Politik
Lackawanna County tenderar att rösta på demokraterna i politiska val.
Demokraternas kandidat har vunnit rösterna i countyt i samtliga presidentval sedan valet 1928 utom vid tre tillfällen: valen 1956, 1972 och 1984. I valet 2016 var det dock jämnare än på länge, då demokraternas kandidat vann med 49,8 procent av rösterna mot 46,3 för republikanernas kandidat. Tidigare hade siffrorna legat omkring 60-35 för demokraterna.

## Geografi
Enligt United States Census Bureau har countyt en total area på 1 204 km². 1 188 km² av den arean är land och 16 km² är vatten.

### Angränsande countyn
- Susquehanna County - nord
- Wayne County - öst
- Monroe County - sydost
- Luzerne County - sydväst
- Wyoming County - väst